# Universidad de Ciencia y Tecnología de Huazhong
La Universidad de Ciencia y Tecnología de Huazhong, conocida como HUST en occidente, (Chino simplificado: 华中科技大学; Chino tradicional: 華中科技大學; pinyin: Huázhōng Kējì Dàxué) es una Universidad pública dedicada a investigación y ubicada en el subdistrito de Guanshan, Hongshan, Wuhan, en la provincia de Hubei, China.

## Historia
Es una universidad nacional, afiliada al Ministerio de Educación de la República Popular China. HUST es un Proyecto 985 y una universidad del Plan universitario del gobierno. HUST gestiona los Laboratorios Nacionales de Wuhan de Optoelectrónica (WNLO), uno de los cinco laboratorios nacionales en China. HUST es también una de las cuatro universidades chinas que administran el laboratorio nacional y la infraestructura nacional de ciencia y tecnología. La Universidad de Ciencia y Tecnología de Huazhong fue una de las dos universidades chinas galardonadas con el Premio al Liderazgo Universitario de la Sociedad de Ingenieros de Manufactura (SME), y elegida como una de "Las diez principales instituciones de investigación de China" por la revista académica Nature, conocida como "el epítome del desarrollo de la educación superior en la República Popular de China".

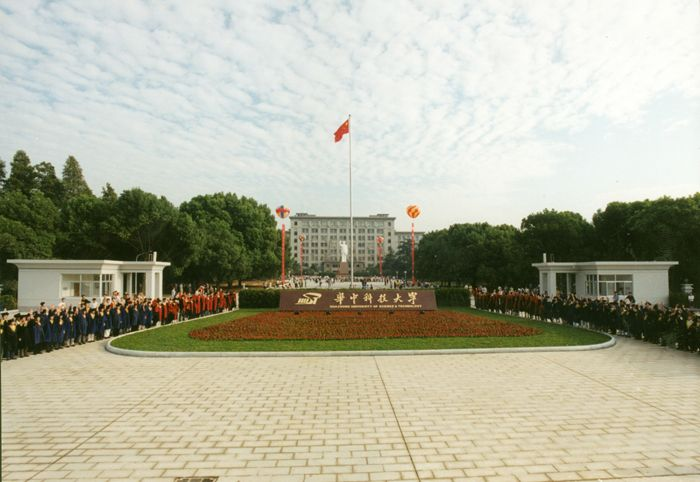
Puerta principal

### Fundación (1952–1954)
En 1952, el Gobierno Central de China empezó a construir un nuevo sistema de educación superior para el nuevo desarrollo de la economía, la ciencia y la tecnología tras la guerra civil china. Se establecieron tres institutos técnicos en Wuhan, el Instituto de Tecnología de Huazhong (HIT, 华中 工学院), el Instituto de Ingeniería Eléctrica del Sur y Centro de China (中南动力学院 ) y el Instituto de Conservación del Agua y Energía Eléctrica del Centro-Sur de China (中南水利学院). En marzo de 1953, el estatuto de los institutos se firmó por el Gobierno del centro-sur de China con la aprobación del Gobierno central de China. En la planificación original, la zona al sur de la colina Yujia fue elegida para los tres campus. El físico Zha Qian fue nombrado presidente de los tres institutos. El economista Zhang Peigang fue nombrado jefe de planificación de HIT. En junio de 1953, la zona al sur del Lago del Este fue elegida para ubicar el campus del Instituto de Conservación del Agua y Energía Eléctrica del Centro-Sur de China. El mismo año, todos los programas relacionados con la ingeniería energética fueron administrados por el Instituto de Tecnología de Huazhong. El instituto abrió formalmente el 15 de octubre de 1953.

### Fase inicial (1954–1966)
Todos los programas y departamentos de HIT se organizaron y formaron a partir de programas relacionados con ingeniería eléctrica, ingeniería de energía, ingeniería eléctrica y mecánica en la Universidad de Wuhan, la Universidad de Hunan, la Universidad de Guangxi y el Instituto de Tecnología del Sur de China. Las primeras clases de HIT se realizaron en espacios de esas instituciones. Había ocho programas de pregrado, 314 profesores contratados a tiempo completo y 2.639 estudiantes de pregrado. El primer presidente fue el físico Qian Zha, decano de la Facultad de Ingeniería de la Universidad de Wuhan. El primer rector fue Gancai Liu.
En 1960, HIT fue clasificada con el rango de universidad nacional, bajo la administración del Ministerio de Educación de China. 

### Revolución Cultural (1966–1976)
En 1971, el Instituto Mecánico de Wuhan (武汉机械学院) se fusionó con el instituto HIT. 
Se establecieron seis departamentos. Hubo 20 programas de pregrado, con 1.097 alumnos. El número de estudiantes universitarios llegó a 6.087. 

### Nueva misión, visión global (1976–1988)
Los estudiantes de posgrado comenzaron a inscribirse en 1978. En 1984, el instituto se convirtió en una de las 22 universidades aprobadas por el Consejo de Estado para ser dar también formación de posgrado. El instituto pasó a llamarse Universidad de Ciencia y Tecnología de Huazhong (HUST, 华中 理工 大学) en 1988. 

### Reforma en las escuelas tecnológicas (1988–2000)
Con la estrategia global de China y la reforma de la economía, HUST lideró las reformas de las instituciones técnicas en China. HUST fue la primera escuela técnica con Departamento de Periodismo y Comunicación, Departamento de Economía y Departamento de Literatura. También organiza conferencias nacionales sobre humanidades. 

### Fusión
El 26 de mayo de 2000, la antigua Universidad de Ciencia y Tecnología de Huazhong, la Universidad Médica de Tongji, el Instituto de Construcción Urbana de Wuhan (武汉城市建设学院), y Wuhan Science and Technology Vocational College (科技部干部管理学院) se fusionaron como la nueva Universidad de Ciencia y Tecnología de 华中科技大学 (华中科技大学). Se cambió el nombre chino, pero el nombre inglés siguió siendo el mismo.

### Tongji Medical College
La historia de Tongji Medical College se remonta a 1907 cuando la Escuela de Medicina Alemana de Tongji fue fundada por Erich Paulun en Shanghái. La palabra china Tongji quiere decir "cooperar liderando el mismo barco". En 1927, con el desarrollo de la institución, se amplió para incluir programas de ingeniería. Después del establecimiento de la Universidad Nacional Tongji en 1927, el Colegio Médico Tongji se unió a la universidad como una de sus escuelas. En 1950, la escuela de medicina se mudó a Wuhan desde Shanghái y se fusionó con la Facultad de Medicina de la Universidad de Wuhan para convertirse en la Facultad de Medicina Tongji del centro-sur de China. Más tarde, la universidad pasó a llamarse Wuhan College of Medicine en 1955, Tongji Medical University en 1985 y Tongji Medical College de Huazhong University of Science and Technology en 2000.

### Rectores
- Zha Qian: (1953–1979)
- Zhu Jiusi: (1979–1984)
- Huang Shuhuai (1984–1993)
- Yang Shuzi (1993–1997) Miembro de la Academia China de Ciencias
- Zhou Ji (1997–2001) Miembro y expresidente de la Academia China de Ingeniería
- Fan Mingwu (2001–2005) Miembro de la Academia China de Ingeniería, expresidente del Instituto de Energía Atómica de China
- Li Peigen (2005–2014) Miembro de la Academia China de Ingeniería
- Ding Lieyun (2014–2018) Miembro de la Academia China de Ingeniería
- Li Yuanyuan (2018-presente) Miembro de la Academia China de Ingeniería

## Instalaciones
La Universidad de Ciencia y Tecnología de Huazhong tiene dos campus: el campus principal en Wuchang y el campus médico Tongji en Hankou. El área del campus es de más de 7000 mu. El campus alcanza el 72% de superficie verde y, por ello, también se conoce como "Universidad en el Bosque". 

### Campus principal en Wuchang
1037 Luoyu Road, Wuchang, Wuhan 

### Campus Médico Tongji en Hankou
13 Hangkong Road, Hankou, Wuhan

## Escuelas y departamentos

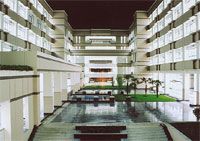
West12 de noche. Todos los edificios en HUST se nombran en Dirección + Número.

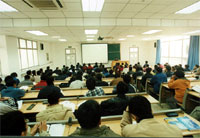
Un aula en West12.

### Ciencias e ingeniería
- Escuela de física
- Escuela de automatización
- Departamento de Ciencia Electrónica. & Tech.
- Departamento de Electrónica e Información Engr.
- Departamento de Matemáticas
- Escuela de Arquitectura y Urbanismo
- Escuela de Química y Química Engr.
- Facultad de Ciencias de la Computación y Engr.
- Escuela de Ingeniería Civil y Mecánica
- Escuela de Ingeniería Eléctrica y Electrónica.
- Escuela de Ingeniería Energética y Energética
- Escuela de Ciencias Ambientales y Engr.
- Escuela de Hidroelectricidad e Información Engr.
- Escuela de Ciencias de la Vida y Tecnología
- Escuela de Ciencia de Materiales y Engr.
- Escuela de Ciencias Mecánicas y Engr.
- Escuela de Arquitectura Naval y Ocean Engr.
- Escuela de Ingeniería Aeroespacial
- Escuela de Información Óptica y Electrónica
- Escuela de Ingeniería de Software
- Escuela de Transporte Sci. & Engr.

### Ciencias Sociales
- Departamento de literatura china
- Departamento de filosofía
- Departamento de ciencias políticas
- Departamento de sociología
- Escuela de economía
- Escuela de educación
- Escuela de lengua extranjera
- Facultad de Humanidades y Ciencias Sociales
- Escuela de educación internacional
- Escuela de periodismo y comunicación
- Escuela de leyes
- Escuela de Administración
- Escuela de Administración Pública

### Medicina (Tongji Medical College)
- Departamento de medicina forense
- Departamento de enfermería
- Escuela de medicina básica
- Escuela de Medicina Clínica I
- Escuela de Medicina Clínica II
- Escuela de Administración de Drogas y Salud
- Escuela de farmacia
- Escuela de salud pública[7][9]

## Recursos académicos

### Profesores y personal
- Facultad: 3,448
- Personal (campus principal): 7,659
- Personal (hospitales): 5,259
- Distinguidos con el National Science Fund: 69
- Eruditos de Chang Jiang (profesores distinguidos): 65
- Miembros de la Academia de Ciencias de China: 12
- Miembros de la Academia China de Ingeniería: 17

### Plataformas científicas nacionales

#### Laboratorio nacional
- Wuhan National Laboratories for Opto-electronics (WNLO), uno de los cinco laboratorios nacionales en China

#### Infraestructura nacional principal de ciencia y tecnología
- Wuhan National High Magnetic Field Center, uno de los 4 principales centros de campo magnético del mundo, Es el número 1 de Asia por sus instalaciones.
- Instalación de investigación de medición de gravedad de precisión, conocida como "World Gravity Center" por el círculo internacional de física, que midió la constante gravitacional con más precisión en 2018.

#### Laboratorio de nivel estatal
- Laboratorio estatal de equipos y tecnología de fabricación digital
- Laboratorio Estatal Clave de Combustión de Carbón
- Laboratorio clave estatal de procesamiento de materiales y tecnología de troqueles y moldes
- Laboratorio Estatal Clave de Ingeniería y Tecnología Electromagnética Avanzada (AEET)

#### Centro Nacional de Investigación de Ingeniería (Tecnología)
- Centro Nacional de Investigación de Ingeniería para Procesamiento Láser
- Centro Nacional de Investigación de Ingeniería para Equipos de Fabricación Digital
- Centro Nacional de Investigación de Tecnología de Ingeniería para Software de Soporte de Aplicaciones de Tecnología de Información Empresarial (CAD) (Wuhan)
- Centro Nacional de Investigación de Ingeniería del Sistema NC
- Centro Nacional de Investigación de Tecnología de Ingeniería Antifalsificación
- Centro Nacional de Investigación de Tecnología de Ingeniería Nano-médica

#### Laboratorio Nacional de Ingeniería
- Laboratorio Nacional de Ingeniería del Sistema de Acceso a Internet de Próxima Generación

#### Laboratorio Nacional Profesional
- Laboratorio Nacional Profesional de Motor Nuevo
- Laboratorio Nacional Profesional de Sistemas de Almacenamiento Externo

### Indicadores de ciencias esenciales（ESI）
En el ranking de ESI, en marzo de 2019, la Universidad de Ciencia y Tecnología de Huazhong ocupó el puesto 266 en el mundo y el noveno entre todas las Universidades Nacionales de China. Las disciplinas principales incluyen ingeniería, informática, ciencia de materiales. Las principales disciplinas, con nivel 3 en rango ESI incluyen ingeniería, informática, ciencias de los materiales, medicina clínica, química, farmacología y toxicología, biología y bioquímica, física, neurociencia y comportamiento, ciencias sociales, biología molecular y genética, matemáticas, medio ambiente, ecología y ciencias agrícolas. 

### Disciplinas
Pregrado | Posgrado
- Ingeniería: 6 |  3; Medicina:  2 | 2; Gestión: 10 | 15; Ciencia: 16 | 17;  Economía:  20 | -; Literatura: 36 | -
- Ciencias Naturales (Ingeniería, Medicina,[7] Ciencia en general): 7 | 6
- Ciencias sociales (historia, gestión, economía en general):  17 | 18

### Programas[11]
- Ingeniería Mecánica: 1; Ingeniería Eléctrica: 2; Ingeniería Óptica: 1
- Salud pública: 1; Administración pública: 4; Ingeniería Biomédica: 5
- Ingeniería de Control: 5; Ingeniería Energética: 6; Informática: 9; Electrónica: 9

### Departamentos[12]
- Epidemiología de medicina preventiva: 5; Salud Ambiental: 1; Nutrición: 5; Ginecología: 2; Toxicología: 6
- Estructura del sistema informático: 3; Software: 12
- Periodismo y periodismo de comunicación: 3; Comunicación: 7
- Otras estadísticas: 6; Economía cuantitativa: 3

## Reconocimientos
- 2019 US News & World Report Best Global University Ranking (US News ): 260 en el mundo y 9 en China.[13]
- Ranking Académico de Universidades del Mundo de 2018 (ARWU ): 151–200.º en el mundo, y 8.º - 12.º en China.[14]
- Ranking Académico de Universidades del Mundo (ARWU) 2019: 101-150 en el mundo y 5.º-8.º en China.[15]
- 2019 Times Higher Education (THE ): 351–400 en el mundo y 10 en China.[16]
- Clasificación China University 2018 emitida por Wu Shulian : el octavo en China.[17]
- Clasificación China University 2020 emitida por Wu Shulian : el séptimo en China.[18]
- 2018 China Best University Ranking emitido por Shanghai Ranking Consultancy (autorizado por el Ministerio de Educación de China): el octavo en China.[19]
- 2019 China Best University Ranking emitido por Shanghai Ranking Consultancy (autorizado por el Ministerio de Educación de China): el séptimo en China.[20]
- 2020 China Best University Ranking emitido por Shanghai Ranking Consultancy (autorizado por el Ministerio de Educación de China): el octavo en China.[21]

## Servicios

### Bibliotecas

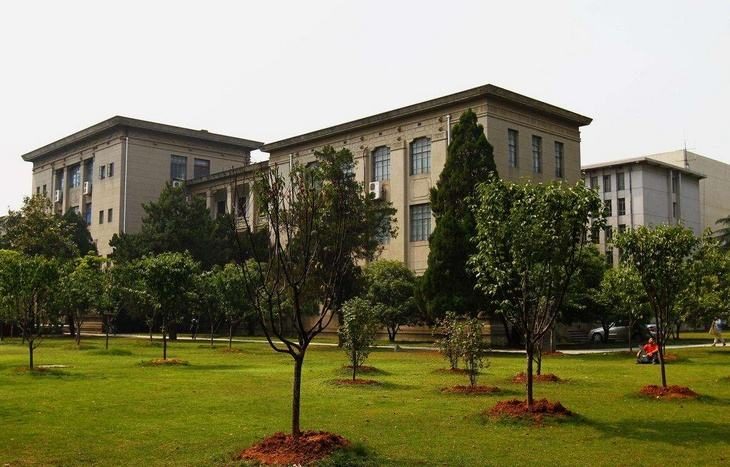
Antigua biblioteca en el campus principal.

Hay cuatro bibliotecas en HUST: la Biblioteca Antigua, la Biblioteca Nueva, la Biblioteca Médica y la Biblioteca de Arquitectura. La Biblioteca Vieja y la Biblioteca Nueva están ubicadas en el centro del campus principal. La Antigua Biblioteca fue diseñada y construida al estilo de la Unión Soviética en la década de 1950. Desempeña un papel importante en préstamo de libros y organización de conferencias. También proporciona aulas para la enseñanza, con instalaciones de audio y video, para grupos. Tiene un Centro de Servicios al Lector, que es una rama del Sistema de biblioteca de la Universidad. La Biblioteca Nueva fue donada por Sir Run Run Shaw y construida en la década de 1990. Cuenta con más de 30 salas de lectura, incluidas salas de lectura de ciencias sociales en chino e inglés, salas de lectura de ciencias naturales en chino e inglés, salas de lectura de archivos en chino e inglés y salas de lectura de revistas electrónicas. También alberga un centro multimedia y un Centro de Computación y Redes. La Biblioteca Médica se encuentra en el campus médico de Tongji en Hankou. Brinda los mismos servicios a los estudiantes de medicina que las bibliotecas del campus. La Biblioteca de Arquitectura está en el lado este del campus principal. Tiene libros y revistas de arquitectura y planificación urbana. Las bibliotecas universitarias tienen una colección de 3.49 millones de volúmenes. 

## Vida estudiantil

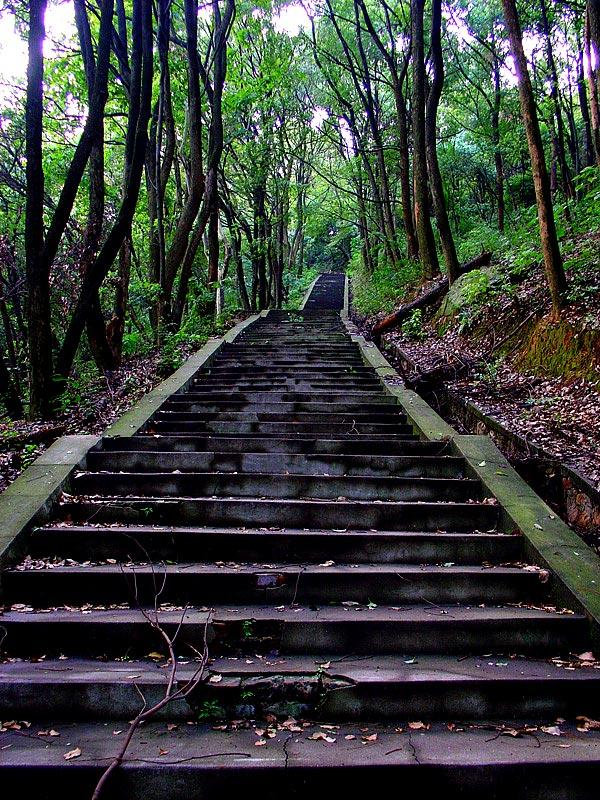
Un camino de Yujia Hill (ubicado en la parte posterior del campus principal)

### Demografía estudiantil
- Estudiantes de pregrado: 36,275
- Estudiantes graduados y profesionales: 20,044
- Estudiantes internacionales: 4,100

### Logros deportivos
El equipo de baloncesto masculino de HUST ganó el campeonato nacional (CUBA) en 2004. El equipo masculino de HUST también quedó el cuarto lugar en CUBA 1999. El equipo de baloncesto femenino HUST obtuvo el segundo lugar en WCUBA 2005 y 2006. 

## Alumni notables

### Políticos
- Lou Qinjian, HUST Class 1981, Secretario del PCCh de la provincia de Jiangsu, exgobernador de la provincia de Shaanxi y viceministro de Industria de la Información
- Qian Xinzhong, Clase Tongji 1928, ministro de Salud, China (1965–1973, 1979–1983)
- Xie Fuzhan, HUST Class 1980, presidente de la Academia China de Ciencias Sociales, exgobernador de la provincia de Henan, China.
- Zhou Ji, HUST Class 1980, Presidente, Academia de Ingeniería de China (2010–2018), ministro de Educación, China (2003–2009), alcalde de Wuhan (2001–2002)
- Wang Cheng, HUST Class 1981, presidente de la Universidad de Hohai.
- Luo Jun (罗俊 ), Clase HUST 1978, Presidente de la Universidad Sun Yat-sen, Profesor de la Escuela de Física en HUST.
- Duan Xianzhong (段 献忠 ), HUST Class 1983, Presidente de la Universidad de Hunan.

### Deportistas
- Li Ting, HUST Class 2006, tenista, ganadora de la Medalla de Oro en los Juegos Olímpicos de Verano 2004 en dobles femeninos.
- Li Na, HUST Class 2005, tenista, Ganador del Abierto de Australia 2014 y del Abierto de Francia (2011).

### Empresarios
- Gong Hongjia, HUST Class 1982, 137th en 2018 en la lista Forbes World billionaires.[22]
- Meng Wanzhou, Director financiero de Huawei.
- Wang Chaoyong (汪潮涌), HUST Youth Class 1980.
- Zhang Xiaolong, HUST Class 1991, Vicepresidente sénior de Tencent, creador de WeChat.

### Científicos

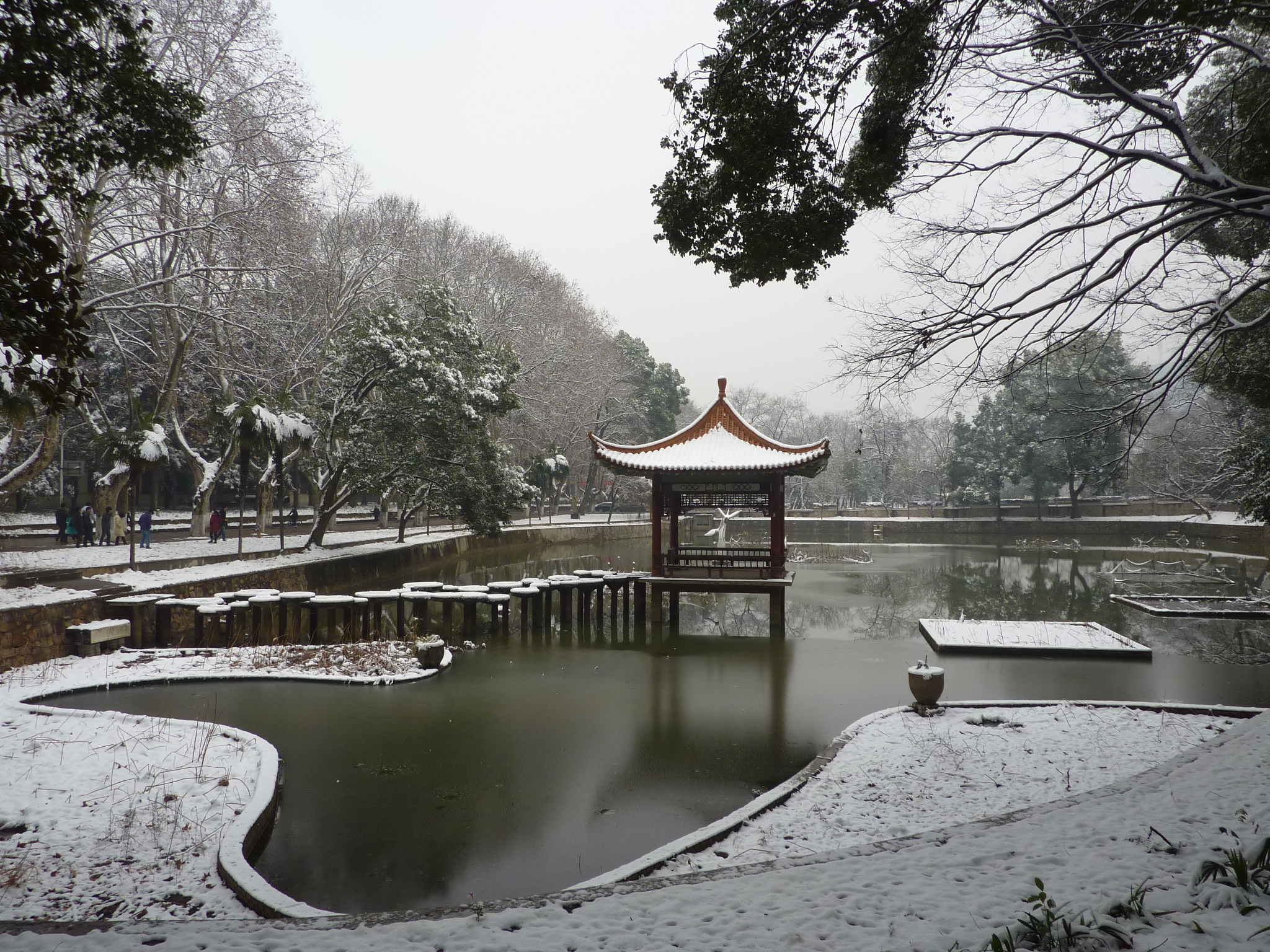
En el campus de HUST en un día de invierno

- Julong Deng, fundador de la teoría del sistema Gray.
- Sifeng Liu, becario Marie-Curie (Reino Unido), becario IEEE y el reconocido experto en sistemas grises. Fue uno de los 10 científicos prometedores en los Premios 2017 de MSCA (Acciones Marie Curie financiadas por la UE).

#### Miembros de la Academia de Ciencias de China
- Bei Shizhang, 1955, Tongji Med BS (1921).
- Liang Boqiang, 1955, Patólogo, Tongji Med BS (1922).
- Qiu Fazu, elegido en 1993, miembro principal de CAS, Tongji Med BS (1936).
- Wu Min (吴 旻 ), 1980, Tongji Med BS (1950).
- Wu Mengchao, 1991, 2005 Premio Nacional de Ciencia y Tecnología, Tongji Med BS (1949).
- Yang Shuzi, 1991, HUST BS (1956).
- Cheng Shijie (程时杰 ), 2007, HUST MS (1981).
- Luo Jun (罗俊 ), 2009, HUST BS (1982), MS (1985).
- Ding Han (丁 汉 ), 2013, HUST Ph.D. (1989)
- Chen Xiaoping (陈孝平 ), 2015, HUST Tongji Med MS (1982), Ph.D. (1985)
- Zhu Zhongliang (朱中梁 ), 1999, HUST BS (1961).
- Zheng Xiaojing (郑晓静 ), elegido en 2009 Presidente de la Universidad Xi'an de Ciencia y Tecnología Electrónica, HUST BS (1982).
- Xu Tao (徐涛 ), elegido en 2017 Vicepresidente de la Universidad de la Academia de Ciencias de China, HUST BS (1992), Ph.D. (1997)
- Zhang Qingjie (张清杰 ), elegido en 2017 Presidente de la Universidad Tecnológica de Wuhan, HUST BS (1984), Ph.D. (1990)
- Fang Fuquan (方 复 全 ), elegido en 2017 Vicepresidente de Capital Normal University, HUST BS (1986).

#### Miembros de la Academia de Ingeniería de China
- Zhou Ji, elegido en 1999 Presidente de la Academia China de Ingeniería, miembro extranjero de la Academia Nacional de Ingeniería (EE. UU.), HUST MS (1980).
- Hou Yunde, Premio Nacional Supremo de Ciencia y Tecnología (2018), Vicepresidente de la Academia China de Ingeniería, HUST Tongji Med BS (1955).
- Li Dequn (李德 群 ), 2015, HUST MS (1980).
- Ma Ding (马丁 ), 2017, HUST Tongji Med BS (1982), MS (1986), Ph.D. (1990)
- Guo Konghui (郭 孔 辉 ),1994, HUST BS (1956).
- Cen Kefa (岑 可 法 ), elegido en 1995, HUST BS (1956).
- Lu Daopei (陆道培 ), 1996, HUST Tongji Med BS (1955).
- Pan Yuan (潘 桓 ), 1997, HUST BS (1955).
- Zhang Yongchuan (张勇 传 ), elegido en 1997, HUST BS (1957).
- Yao Shaofu (姚绍福 ), elegido en 1997, HUST BS (1954).
- Fan Mingwu (樊明武 ), 1999, presidente de HUST, presidente de la Academia China de Ciencias de la Energía Atómica, HUST BS (1965).
- Li Peigen (李 培根 ), 2003, presidente de HUST, HUST MS (1981).
- Ye Shenghua (叶 声 华 ), 2003, HUST BS (1956).
- Zhou Honghao (周宏 灏 ), 2005, HUST Tongji Med BS (1962).
- Tan Jianrong (谭建荣 ), 2007, HUST MS (1987).
- Yang Baofeng (杨宝峰 ), 2009, Presidente de la Universidad de Medicina de Harbin, HUST Tongji Med BS (1988).
- Luo Xiwen (罗锡文 ), 2009, Vicepresidente de la Universidad Agrícola del Sur de China, HUST BS (1969).
- Huang Weihe (黄维 和 ), 2013, HUST MS (1999).
- Yang Huayong (杨华勇 ), 2013, HUST BS (1982).
- Guo Jianbo (郭剑波 ), 2013, HUST BS (1982).
- Hu Shengshou (胡盛寿 ), 2013, HUST Tongji Med BS (1982).
- You Zheng (尤 政 ), 2013 Vicepresidente de la Universidad de Tsinghua, HUST BS (1985), MS (1987), Ph.D. (1990)
- Niu Xinqiang (钮 新 强 ), 2013, HUST Ph.D. (2005)
- Wu Weiren (吴伟仁 ), elegido en 2015 diseñador jefe de Ingeniería de exploración lunar, HUST Ph.D. (2004)
- Liu Jizhen (刘吉臻 ), elegido en 2015 presidente de la Universidad de Energía Eléctrica del Norte de China, HUST Ph.D. (2007)
- Zou Xuexiao (邹 学校 ), elegido en 2017 Presidente de la Academia de Ciencias Agrícolas de Hunan, HUST Ph.D. (2002)